# Barcelona (provincie)
Barcelona is een provincie van Spanje en maakt deel uit van de autonome regio Catalonië. De provincie heeft een oppervlakte van 7728 km². De provincie telde 5.511.147 inwoners in 2010 verdeeld over 311 gemeenten.
De hoofdstad van de provincie Barcelona is de stad Barcelona.

## Bestuurlijke indeling
De provincie Barcelona bestaat uit 11 comarca's die op hun beurt uit gemeenten bestaan. De comarca's van Barcelona zijn:
- Alt Penedès
- Anoia
- Bages
- Baix Llobregat
- Barcelonès
- Berguedà
- Garraf
- Maresme
- Osona
- Vallès Occidental
- Vallès Oriental

De comarca Selva heeft 1 gemeente in de provincie Barcelona.
Zie voor de gemeenten in Barcelona de lijst van gemeenten in provincie Barcelona.

## Demografische ontwikkeling
Bron: INE
Opm: Bevolkingscijfers in duizendtallen